# Bindu
Bindu (dewanagari बिन्दु , trl. bindu, kropla, punkt, kropka) – pojęcie z sanskrytu oznaczające kropkę o charakterze ornamentalnym, religijnym bądź mistycznym. Symbol zespolenia i rozpłynięcia się.
W Indiach, bindu bywa symbolem kosmosu w jego niezróżnicowanej postaci, nieprzejawionej formie.

## Rodzaje
- ćakra znajdująca się pod powierzchnią czoła (bindućakra)
- centralny punkt każdej jantry[3]
- skondensowane formy śakti[4]